# 三笠宮杯全日本ダンススポーツ選手権大会
三笠宮杯全日本ダンススポーツ選手権大会は、1981年から毎年秋に行われるダンススポーツの国内最高峰の競技会。公益社団法人日本ダンススポーツ連盟主催。

## 出場資格
2007年より、出場資格の選抜が行われている。
推薦選手(前年ランキング1位)、シード選手(前回グランプリの準決勝進出組、約12組)と
北海道3組、東北6組、東部24組、中部6組、西部12組、九州6組、大学生24組(全日本学生競技ダンス連盟)が選抜される。

## 歴代優勝ペア
| 回 | 年     | 会場                                 | スタンダード優勝                                       | ラテン優勝                                 |
| -- | ------ | ------------------------------------ | ------------------------------------------------------ | ------------------------------------------ |
| 1  | 1981年 | 川崎中小企業婦人会館                 | 児玉光・児玉昌子                                       | 内堀輝夫・内堀芳美                         |
| 2  | 1982年 | 後楽園ホール                         | 望月洋一・望月幸子                                     | 内堀輝夫・内堀芳美                         |
| 3  | 1983年 | 後楽園ホール                         | 伊藤金四郎・伊藤弘子                                   | 内堀輝夫・内堀芳美                         |
| 4  | 1984年 | 後楽園ホール                         | 伊藤金四郎・伊藤弘子                                   | 内堀輝夫・内堀芳美                         |
| 5  | 1985年 | 後楽園ホール                         | 望月洋一・望月幸子                                     | 内堀輝夫・内堀芳美                         |
| 6  | 1986年 | 後楽園ホール                         | 望月洋一・望月幸子                                     | 原田均・渡辺喜美子                         |
| 7  | 1987年 | 日産スポーツプラザ                   | 望月洋一・望月幸子                                     | 小倉まさひろ・麻貴裕美                     |
| 8  | 1988年 | 国立代々木第2体育館                  | 望月洋一・望月幸子                                     | 望月洋一・望月幸子                         |
| 9  | 1989年 | 国立代々木第2体育館                  | 望月洋一・望月幸子                                     | 亘肇夫・湯浅奈緒子                         |
| 10 | 1990年 | 国立代々木第2体育館                  | 檜山浩治・熊谷公美子                                   | 星野直樹・高木美和子                       |
| 11 | 1991年 | 国立代々木第2体育館                  | アウグスト・スキアーボ・カテリーナ・アルゼントン       | ケニー・マッケニー・ベヴリー・リース       |
| 12 | 1992年 | 国立代々木第2体育館                  | イエンス・ヴェルナー・シャルロッテ・ヨルゲンセン       | アラン・トーンズバーグ・ヴィベッケ・トフト |
| 13 | 1994年 | 駒沢オリンピック公園総合運動場体育館 | マッシモ・ジョルジアーニ・アレッシア・マンフレディーニ | ジョン・バーンズ・ジェイン・リトルトン     |
| 14 | 1994年 | 国立代々木第2体育館                  | 伊藤明・所裕子                                         | 大秋英彦・片島史子                         |
| 15 | 1995年 | 国立代々木第2体育館                  | 伊藤明・所裕子                                         | 菅野幸則・常盤直子                         |
| 16 | 1996年 | 国立代々木第2体育館                  | ジョナサン・クロスリー・カイリー・ジョーンズ           | アラン・デイビス・シェリー・リー・マグラス |
| 17 | 1997年 | 国立代々木第2体育館                  | マイケル・ライリー・ヴァレリー・ホブデン               | ジョー・ポリメノ・ジュリー・ジョーンズ     |
| 18 | 1998年 | 国立代々木第2体育館                  | セルゲイ・ベリコフ・イリーナ・ナプテワ                 | 菅野幸則・常盤直子                         |
| 19 | 1999年 | 国立代々木第2体育館                  | 渡辺和昭・渡辺裕美                                     | 菅野幸則・常盤直子                         |
| 20 | 2000年 | 国立代々木第2体育館                  | 菅谷和貴・尾崎育代                                     | 菅野幸則・常盤直子                         |
| 21 | 2001年 | 国立代々木第2体育館                  | 渡辺和昭・渡辺裕美                                     | 瀬古薫希・瀬古知愛                         |
| 22 | 2002年 | 国立代々木第2体育館                  | 菅谷和貴・尾崎育代                                     | 瀬古薫希・瀬古知愛                         |
| 23 | 2003年 | 国立代々木第2体育館                  | 渡辺和昭・渡辺裕美                                     | 瀬古薫希・瀬古知愛                         |
| 24 | 2004年 | 東京体育館                           | 石原正幸・齋藤愛                                       | 瀬古薫希・瀬古知愛                         |
| 25 | 2005年 | 東京体育館                           | 石原正幸・齋藤愛                                       | 瀬古薫希・瀬古知愛                         |
| 26 | 2006年 | 東京体育館                           | 石原正幸・齋藤愛                                       | 瀬古薫希・瀬古知愛                         |
| 27 | 2007年 | 東京体育館                           | 石原正幸・久保斐美                                     | 瀬古薫希・瀬古知愛                         |
| 28 | 2008年 | 東京体育館                           | 石原正幸・久保斐美                                     | 久保田弓椰・久保田蘭羅                     |
| 29 | 2009年 | 東京体育館                           | 石原正幸・久保斐美                                     | 久保田弓椰・久保田蘭羅                     |
| 30 | 2010年 | 東京体育館                           | 石原正幸・久保斐美                                     | 久保田弓椰・久保田蘭羅                     |
| 31 | 2011年 | 東京体育館                           | 石原正幸・伊藤沙織                                     | 久保田弓椰・久保田蘭羅                     |
| 32 | 2012年 | 駒沢オリンピック公園総合運動場体育館 | 石原正幸・伊藤沙織                                     | 久保田弓椰・久保田蘭羅                     |
| 33 | 2013年 | 東京体育館                           | 石原正幸・伊藤沙織                                     | 久保田弓椰・久保田蘭羅                     |
| 34 | 2014年 | 東京体育館                           | 石原正幸・伊藤沙織                                     | 久保田弓椰・久保田蘭羅                     |
| 35 | 2015年 | 東京体育館                           | OLEKSII GUZYR・太田吏圭子                              | 久保田弓椰・久保田蘭羅                     |
| 36 | 2016年 | 東京体育館                           | 小嶋みなと・盛田めぐみ                                 | 藤井創太・吉川あみ                         |
| 37 | 2017年 | 東京体育館                           | 小嶋みなと・盛田めぐみ                                 | 藤井創太・吉川あみ                         |
| 38 | 2018年 | 駒沢オリンピック公園総合運動場体育館 | 小嶋みなと・盛田めぐみ                                 | 藤井創太・吉川あみ                         |
| 39 | 2019年 | 駒沢オリンピック公園総合運動場体育館 | 小嶋みなと・盛田めぐみ                                 | 藤井創太・Dariia Marinesku                 |
| 40 | 2020年 | 川崎市とどろきアリーナ               | 小嶋みなと・盛田めぐみ                                 | 大西大晶・大西咲菜                         |
| 41 | 2021年 | 駒沢オリンピック公園総合運動場体育館 | 大西大晶・大西咲菜                                     | 藤井創太・中村安里                         |
| 42 | 2022年 | 川崎市とどろきアリーナ               | 小嶋みなと・盛田めぐみ                                 | 大西大晶・大西咲菜                         |
| 43 | 2023年 | 東京体育館                           | オレクシー・グザー・太田 吏圭子                        | 藤井創太・中村安里                         |
| 44 | 2024年 | 東京体育館                           | 大西大晶・大西咲菜                                     | 大西大晶・大西咲菜                         |